# 岡地站
岡地站（日语：／ Okaji eki */?）是位於靜岡縣濱松市濱名區細江町中川4672番3號，天龍濱名湖鐵道的天龍濱名湖線車站。

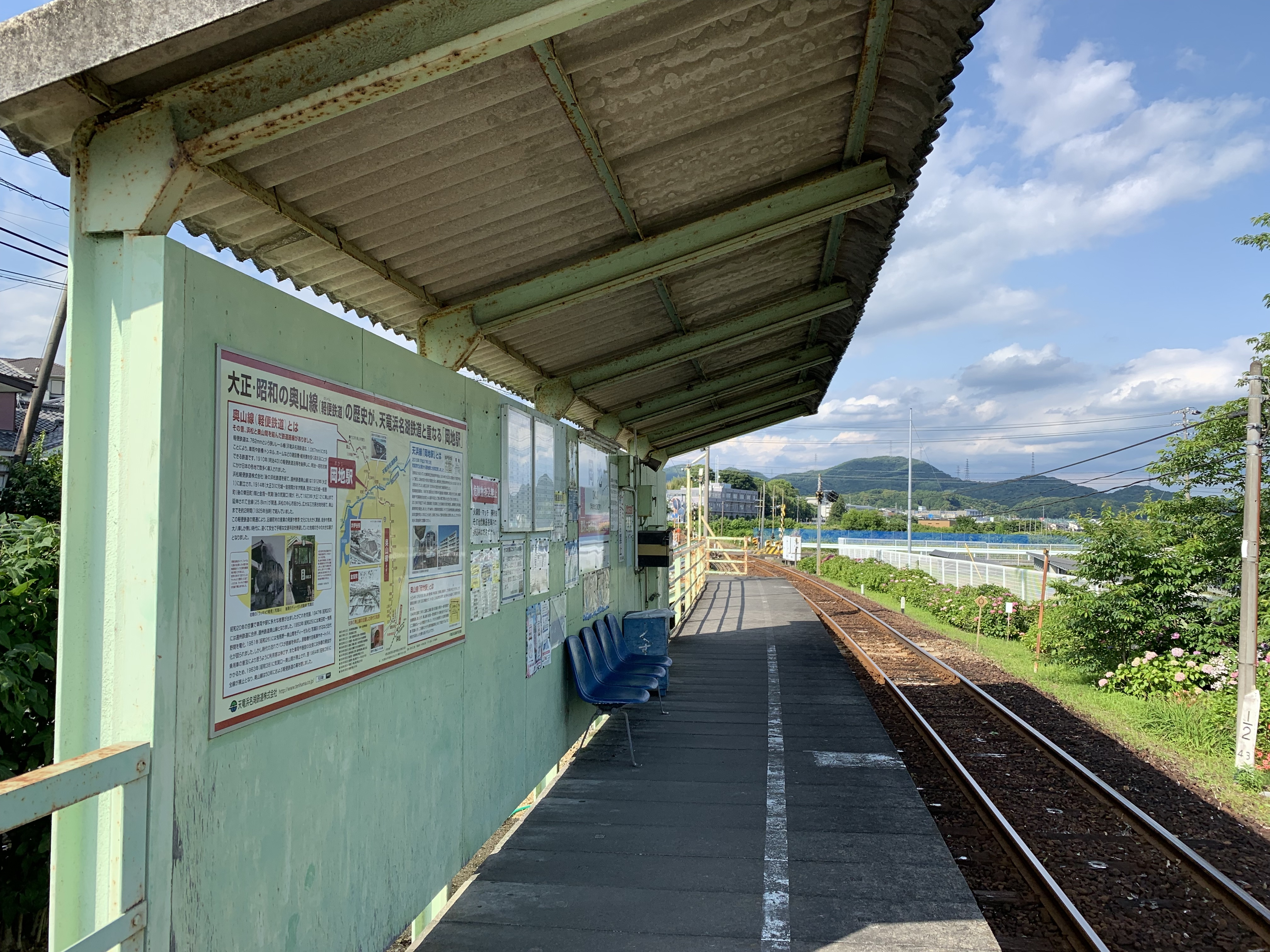
候車室與月台（2022年6月）

## 歷史
- 1987年（昭和62年）3月15日 - 天龍濱名湖鐵道開業，此站同時啟用。當時車站名為氣賀高校前站。在1964年（昭和39年）前，車站北邊曾經設有遠州鐵道奧山線（日语：遠州鉄道奥山線）並行，並於車站附近設有岡地站（日语：岡地駅 (遠州鉄道)）。
- 2015年（平成27年）3月14日 - 靜岡縣立氣賀高等學校（日语：静岡県立気賀高等学校）、靜岡縣立三日高等學校（日语：静岡県立三ヶ日高等学校）、靜岡縣立引佐高等學校（日语：静岡県立引佐高等学校）3間高校合併至新建的靜岡縣立濱松湖北高等學校（日语：静岡県立浜松湖北高等学校）。隨著氣賀高校關校，車站名稱改名為岡地站，名稱取自附近地名[1]。

## 車站構造
車站是一座地面車站，設有1面1線的單式月台。月台位於路軌北邊，月台上設有簡單上蓋。
此站是無人車站。

## 使用狀況
以下為車站啟用以來至2016年度的上下車人次：
| 一年總乘車人次和下車人次變化 | 一年總乘車人次和下車人次變化 | 一年總乘車人次和下車人次變化 | 一年總乘車人次和下車人次變化 |
| 年度                         | 天龍濱名湖鐵道               | 天龍濱名湖鐵道               | 參考資料                     |
| 年度                         | 乘車人次                     | 下車人次                     | 參考資料                     |
| ---------------------------- | ---------------------------- | ---------------------------- | ---------------------------- |
| 1987年度（昭和62年度）       | 33,437 人                    | 33,970 人                    | [ 2 ]                        |
| 1988年度（昭和63年度）       | 38,726 人                    | 38,154 人                    | [ 3 ]                        |
| 1989年度（平成元年度）       | 40,979 人                    | 41,279 人                    | [ 4 ]                        |
| 1990年度（平成2年度）        | 36,642 人                    | 35,922 人                    | [ 5 ]                        |
| 1991年度（平成3年度）        | 34,907 人                    | 35,317 人                    | [ 6 ]                        |
| 1992年度（平成4年度）        | 29,191 人                    | 29,184 人                    | [ 7 ]                        |
| 1993年度（平成5年度）        | 23,585 人                    | 24,626 人                    | [ 8 ]                        |
| 1994年度（平成6年度）        | 20,880 人                    | 21,674 人                    | [ 9 ]                        |
| 1995年度（平成7年度）        | 22,043 人                    | 21,975 人                    | [ 10 ]                       |
| 1996年度（平成8年度）        | 20,742 人                    | 21,946 人                    | [ 11 ]                       |
| 1997年度（平成9年度）        | 17,873 人                    | 19,029 人                    | [ 12 ]                       |
| 1998年度（平成10年度）       | 25,211 人                    | 26,726 人                    | [ 13 ]                       |
| 1999年度（平成11年度）       | 23,900 人                    | 27,792 人                    | [ 14 ]                       |
| 2000年度（平成12年度）       | 20,645 人                    | 24,243 人                    | [ 15 ]                       |
| 2001年度（平成13年度）       | 21,709 人                    | 25,749 人                    | [ 16 ]                       |
| 2002年度（平成14年度）       | 19,805 人                    | 23,494 人                    | [ 17 ]                       |
| 2003年度（平成15年度）       | 19,726 人                    | 20,281 人                    | [ 18 ]                       |
| 2004年度（平成16年度）       | 21,613 人                    | 22,093 人                    | [ 19 ]                       |
| 2005年度（平成17年度）       | 21,259 人                    | 21,661 人                    | [ 20 ]                       |
| 2006年度（平成18年度）       | 25,749 人                    | 25,778 人                    | [ 21 ]                       |
| 2007年度（平成19年度）       | 24,979 人                    | 25,052 人                    | [ 22 ]                       |
| 2008年度（平成20年度）       | 28,476 人                    | 28,785 人                    | [ 23 ]                       |
| 2009年度（平成21年度）       | 27,847 人                    | 27,615 人                    | [ 24 ]                       |
| 2010年度（平成22年度）       | 32,607 人                    | 32,384 人                    | [ 25 ]                       |
| 2011年度（平成23年度）       | 35,373 人                    | 37,281 人                    | [ 26 ]                       |
| 2012年度（平成24年度）       | 32,699 人                    | 32,353 人                    | [ 27 ]                       |
| 2013年度（平成25年度）       | 39,000 人                    | 37,187 人                    | [ 28 ]                       |
| 2014年度（平成26年度）       | 36,808 人                    | 36,443 人                    | [ 29 ]                       |
| 2015年度（平成27年度）       | 12,529 人                    | 12,743 人                    | [ 30 ]                       |
| 2016年度（平成28年度）       | 8,714 人                     | 9,449 人                     | [ 31 ]                       |

## 車站周邊
在2021年4月，「靜岡縣立濱松澪標特別支援學校」預定在氣賀高校舊校址開校。
- 國道362號（日语：国道362号）
- 時尚中心島村（日语：しまむら） 細江店
- 遠鐵巴士（日语：遠鉄バス）岡地巴士站
- Hello Work（日语：ハローワーク）細江

## 相鄰車站
天龍濱名湖鐵道
天龍濱名湖線
金指－岡地－氣賀

## 注腳
1. ↑  「天浜線「気賀高校前」は「岡地」へ ― 新駅名看板お披露目 ― 住民ら除幕」 《中日新聞》（中日新聞東海本社） 2015年3月14日付朝刊 p. 26（濱松市民版）
2. ↑  《靜岡縣統計年鑑 昭和62年》 運輸・通信 鉄道運輸状況 （页面存档备份，存于）（日語）
3. ↑  《靜岡縣統計年鑑 昭和63年》 運輸・通信 鉄道運輸状況 （页面存档备份，存于）（日語）
4. ↑  《靜岡縣統計年鑑 平成元年》 運輸・通信 鉄道運輸状況 （页面存档备份，存于）（日語）
5. ↑  《靜岡縣統計年鑑 平成2年》 運輸・通信 鉄道運輸状況 （页面存档备份，存于）（日語）
6. ↑  《靜岡縣統計年鑑 平成3年》 運輸・通信 鉄道運輸状況 （页面存档备份，存于）（日語）
7. ↑  《靜岡縣統計年鑑 平成4年》 運輸・通信 鉄道運輸状況 （页面存档备份，存于）（日語）
8. ↑  《靜岡縣統計年鑑 平成5年》 運輸・通信 鉄道運輸状況 （页面存档备份，存于）（日語）
9. ↑  《靜岡縣統計年鑑 平成6年》 運輸・通信 鉄道運輸状況 （页面存档备份，存于）（日語）
10. ↑  《靜岡縣統計年鑑 平成7年》 運輸・通信 鉄道運輸状況 （页面存档备份，存于）（日語）
11. ↑  《靜岡縣統計年鑑 平成8年》 運輸・通信 鉄道運輸状況 （页面存档备份，存于）（日語）
12. ↑  《靜岡縣統計年鑑 平成9年》 運輸・通信 鉄道運輸状況 （页面存档备份，存于）（日語）
13. ↑  《靜岡縣統計年鑑 平成10年》 運輸・通信 鉄道運輸状況 （页面存档备份，存于）（日語）
14. ↑  《靜岡縣統計年鑑 平成11年》 運輸・通信 鉄道運輸状況 （页面存档备份，存于）（日語）
15. ↑  《靜岡縣統計年鑑 平成12年》 運輸・通信 鉄道運輸状況 （页面存档备份，存于）（日語）
16. ↑  《靜岡縣統計年鑑 平成13年》 運輸・通信 鉄道運輸状況 （页面存档备份，存于）（日語）
17. ↑  《靜岡縣統計年鑑 平成14年》 運輸・通信 鉄道運輸状況 （页面存档备份，存于）（日語）
18. ↑  《靜岡縣統計年鑑 平成15年》 運輸・通信 鉄道運輸状況 （页面存档备份，存于）（日語）
19. ↑  《靜岡縣統計年鑑 平成16年》 運輸・通信 鉄道運輸状況 （页面存档备份，存于）（日語）
20. ↑  《靜岡縣統計年鑑 平成17年》 運輸・通信 鉄道運輸状況 （页面存档备份，存于）（日語）
21. ↑  《靜岡縣統計年鑑 平成18年》 運輸・通信 鉄道運輸状況 （页面存档备份，存于）（日語）
22. ↑  《靜岡縣統計年鑑 平成19年》 運輸・通信 鉄道運輸状況 （页面存档备份，存于）（日語）
23. ↑  《靜岡縣統計年鑑 平成20年》 運輸・通信 鉄道運輸状況 （页面存档备份，存于）（日語）
24. ↑  《靜岡縣統計年鑑 平成21年》 運輸・通信 鉄道運輸状況 （页面存档备份，存于）（日語）
25. ↑  《靜岡縣統計年鑑 平成22年》 運輸・通信 鉄道運輸状況 （页面存档备份，存于）（日語）
26. ↑  《靜岡縣統計年鑑 平成23年》 運輸・通信 鉄道運輸状況 （页面存档备份，存于）（日語）
27. ↑  《靜岡縣統計年鑑 平成24年》 運輸・通信 鉄道運輸状況 （页面存档备份，存于）（日語）
28. ↑  《靜岡縣統計年鑑 平成25年》 運輸・通信 鉄道運輸状況 （页面存档备份，存于）（日語）
29. ↑  《靜岡縣統計年鑑 平成26年》 運輸・通信 鉄道運輸状況 （页面存档备份，存于）（日語）
30. ↑  《靜岡縣統計年鑑 平成27年》 運輸・通信 鉄道運輸状況 （页面存档备份，存于）（日語）
31. ↑  《靜岡縣統計年鑑 平成28年》 運輸・通信 鉄道運輸状況 （页面存档备份，存于）（日語）
32. ↑  伊豆の国、浜松みをつくし　県教委、21年開校の特支校名案発表 （页面存档备份，存于）（日語） 2020年8月24日參閲

## 外部連結
- 岡地站 （页面存档备份，存于）（日語） - 天龍濱名湖鐵道株式會社